# Jeff Fenech
Jeff Fenech (Sydney, 28 maggio 1964) è un ex pugile australiano.
La International Boxing Hall of Fame lo ha riconosciuto fra i più grandi pugili di ogni tempo.

## Gli inizi
Ottimo dilettante, rappresentò l'Australia ai Giochi della XXIII Olimpiade di Los Angeles del 1984. Professionista dal 1984.

## La carriera
Campione mondiale dei pesi supergallo dal 1985 al 1987 e dal 1987 al 1988, e dei pesi piuma dal 1988 al 1989.